# 8586 Epops
8586 Epops è un asteroide della fascia principale. Scoperto nel 1960, presenta un'orbita caratterizzata da un semiasse maggiore pari a 3,2117992 UA e da un'eccentricità di 0,1323245, inclinata di 1,73608° rispetto all'eclittica.